# Azurblå vattenhyacint
Azurblå vattenhyacint (Eichhornia azurea) är en art i familjen vattenhyacintväxter och förekommer naturligt i södra Mexiko till Sydamerika och Västindien. I Sverige odlas arten ibland som akvarieväxt.

## Synonymer
Eichhornia aquatica (Vell.) Schltdl.
Piaropus azureus (Sw.) Raf.
Pontederia aquatica Vell.
Pontederia azurea Sw.